# 냇 베일리 스타디움

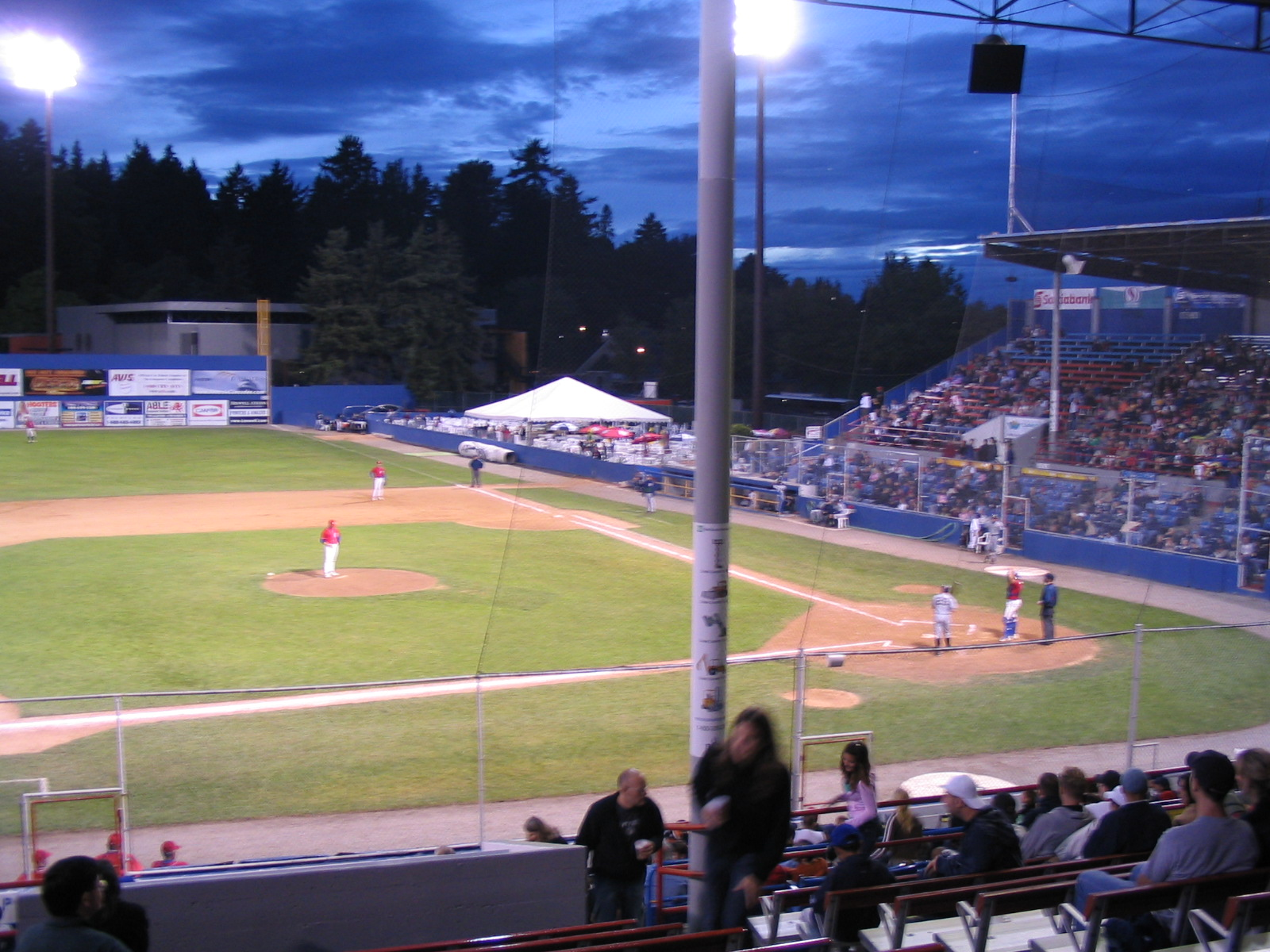

냇 베일리 스타디움(Nat Bailey Stadium) 또는 간단히 더 냇(The Nat)은 브리티시컬럼비아주 밴쿠버에 위치한 야구장이다. 하이-A 웨스트의 밴쿠버 캐나디안스의 홈구장이다.
이 경기장은 밴쿠버 라일리 파크-리틀 마운틴의 퀸 엘리자베스 파크에서 북동쪽 바로 맞은편 힐크레스트 파크에 위치해 있다. 1951년에 Capilano Stadium이라는 이름으로 건립되었다가 1978년 밴쿠버 식당 경영자(화이트 스팟 음식 체인점의 설립자) 냇 베일리의 이름을 따서 "냇 베일리 스타디움"으로 명칭이 변경되었다. 냇 베일리는 밴쿠버의 야구를 장려하기 위해 지칠줄 모르는 노력을 했고 이를 기리기 위해 사망 후 이름이 변경되었다. 2010년 6월 16일, 스코샤 은행과 밴쿠버 캐네디언스는 2019년 스코샤뱅크 필드 앳 냇 베일리 스타디움(Scotiabank Field at Nat Bailey Stadium)이라는 이름을 사용하는 명명권 동의를 발표했으나 스타디움의 이름은 이전 명칭으로 되돌아갔다.